# Shade (Rapper)

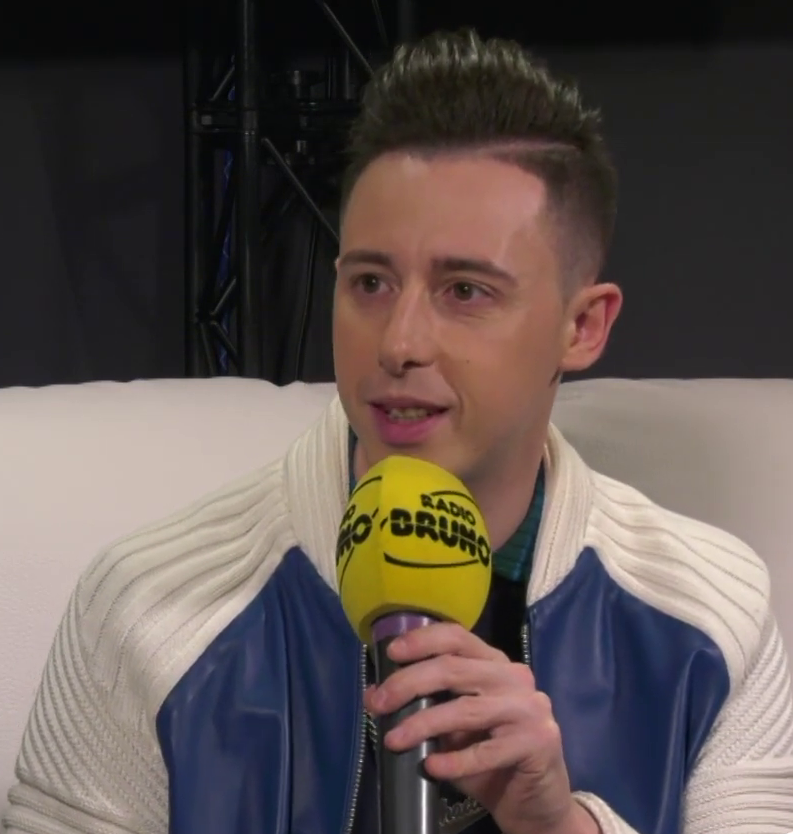
Shade, 2019

Shade [ˈʃaːde] (* 10. Dezember 1987 in Turin als Vito Ventura) ist ein italienischer Rapper.

## Karriere
Mit 16 Jahren begann Shade, sich als Freestyler einen Namen zu machen: Er gewann zweimal die regionale Vorentscheidung zum Wettbewerb Tecniche Perfette und nahm 2005 am Death Match teil. 2006 war er in einer Kurzfilmtrilogie zum Thema Freestyle an der Seite von Ensi, Raige und Rew zu sehen. Mit steigender Bekanntheit gelang ihm 2013 der Sieg im Freestyle-Wettbewerb MTV Spit. In der Folge arbeitete er verschiedentlich mit Moreno, Clementino, Fred de Palma, Jake La Furia sowie den Two Fingerz zusammen.
Nach Erfolgen im Internet, vor allem über Facebook und YouTube, veröffentlichte Shade bei Warner 2015 das Album Mirabilansia als Gratisdownload. Diesem folgte Anfang 2016 das erste offizielle Album Clownstrofobia. Im Sommer des Jahres erschien das Lied Odio le hit estive, ein Jahr später Bene ma non benissimo, das ein Sommerhit wurde. Sehr erfolgreich war auch das Lied Irraggiungibile im Duett mit Federica Carta.
2018 war Shade im Lied On Demand von Benji & Fede zu hören. Als neuerlichen Sommerhit veröffentlichte er im Juni des Jahres das Lied Amore a prima Insta, gefolgt im November von Figurati noi im Duett mit Emma Muscat. Beim Sanremo-Festival 2019 ging der Rapper mit Federica Carta und dem Lied Senza farlo apposta ins Rennen.

## Diskografie

### Alben
| Jahr | Titel Musiklabel      | Höchstplatzierung, Gesamtwochen, AuszeichnungChartsChartplatzierungen (Jahr, Titel, Musiklabel, Platzierungen, Wochen, Auszeichnungen, Anmerkungen) | Anmerkungen                                                |
| Jahr | Titel Musiklabel      | IT | Anmerkungen                                                |
| ---- | --------------------- | --- | ---------------------------------------------------------- |
| 2016 | Clownstrofobia Warner | IT7 (4 Wo.)IT | Erstveröffentlichung: 15. Januar 2016                      |
| 2018 | Truman Warner         | IT9 Gold · (14 Wo.)IT | Erstveröffentlichung: 16. November 2018 Verkäufe: + 25.000 |
| 2023 | Diversamente triste   | IT59 (1 Wo.)IT | Erstveröffentlichung: 7. Juli 2023                         |

### Singles
| Jahr | Titel Album                                  | Höchstplatzierung, Gesamtwochen, AuszeichnungChartsChartplatzierungen (Jahr, Titel, Album, Platzierungen, Wochen, Auszeichnungen, Anmerkungen) | Anmerkungen |
| Jahr | Titel Album                                  | IT | Anmerkungen |
| --- | -------------------------------------------- | --- | --- |
| 2017 | Bene ma non benissimo Truman                 | IT16 ×2Doppelplatin · (27 Wo.)IT | Erstveröffentlichung: 9. Juni 2017 Verkäufe: + 100.000                                                          |
| 2017 | Irraggiungibile Truman                       | IT2 ×3Dreifachplatin · (34 Wo.)IT | Erstveröffentlichung: 17. November 2017 Verkäufe: + 150.000; feat. Federica Carta                               |
| 2018 | Amore a prima insta Truman                   | IT27 Gold · (12 Wo.)IT | Erstveröffentlichung: 1. Juni 2018 Verkäufe: + 25.000                                                           |
| 2019 | Senza farlo apposta Truman (Sanremo Edition) | IT5 Platin · (19 Wo.)IT | Erstveröffentlichung: 6. Februar 2019 Verkäufe: + 50.000; mit Federica Carta, Beitrag zum Sanremo-Festival 2019 |
| 2019 | La hit dell’estate –                         | IT13 ×2Doppelplatin · (21 Wo.)IT | Erstveröffentlichung: 18. Juni 2019 Verkäufe: + 100.000                                                         |
| 2020 | Allora ciao –                                | IT27 Platin · (19 Wo.)IT | Erstveröffentlichung: 10. Januar 2020 Verkäufe: + 70.000                                                        |
| 2020 | Autostop –                                   | IT13 ×2Doppelplatin · (23 Wo.)IT | Erstveröffentlichung: 16. Juni 2020 Verkäufe: + 140.000                                                         |
| 2021 | In un’ora –                                  | IT21 Platin · (17 Wo.)IT | Erstveröffentlichung: 1. Juni 2021 Verkäufe: + 70.000                                                           |
| 2022 | Tori seduti Diversamente Triste              | IT68 Gold · (8 Wo.)IT | Erstveröffentlichung: 1. Juli 2022 Verkäufe: + 50.000; mit J-Ax                                                 |
| 2024 | Dire fare baciare –                          | IT70 (2 Wo.)IT | Erstveröffentlichung: 13. Juni 2024 mit Elettra Lamborghini                                                     |
| Folgende Lieder erschienen nicht als Single, wurden aber durch das Album zum Download und Streaming bereitgestellt und konnten somit eine Platzierung erlangen: |                                              | | |
| |                                              | | |
| 2018 | Figurati noi Truman                          | IT41 (2 Wo.)IT | feat. Emma Muscat                                                                                               |

Weitere Singles
- 2016: Stronza bipolare – Gold (25.000+)[6]

### Gastbeiträge
| Jahr | Titel Album                | Höchstplatzierung, Gesamtwochen, AuszeichnungChartsChartplatzierungen (Jahr, Titel, Album, Platzierungen, Wochen, Auszeichnungen, Anmerkungen) | Anmerkungen                                                     |
| Jahr | Titel Album                | IT | Anmerkungen                                                     |
| ---- | -------------------------- | --- | --------------------------------------------------------------- |
| 2018 | On Demand Siamo solo noise | IT26 (1 Wo.)IT | Erstveröffentlichung: 23. Februar 2018 Benji & Fede feat. Shade |

## Belege
1. ↑  Biografia Shade. In: Rockit.it. Abgerufen am 14. September 2017 (italienisch).
2. ↑  Shade: scaricate il mio album Mirabilansia in free download! Radio 105, 25. März 2015, abgerufen am 14. September 2017 (italienisch).
3. ↑  Fabrizio Zanoni: Shade – Clownstrofobia. In: Rockol.it. Abgerufen am 14. September 2017 (italienisch).
4. ↑  Alice Castagneri: Se stai “bene, ma non benissimo” la hit estiva di Shade è fatta per te: “Racconto la vita da sfigato”. In: LaStampa.it. 14. Juni 2017, abgerufen am 14. September 2017 (italienisch).
5. ↑  Alben von Shade. In: Italiancharts.com. Hung Medien, abgerufen am 24. November 2018.
6. 1 2 3 4 5 6 7 8 9 10 11  Shade, certificazioni. FIMI, abgerufen am 27. Februar 2023 (italienisch).
7. ↑  Archivio classifiche Top Singoli. FIMI, abgerufen am 27. Februar 2023 (italienisch).
8. ↑  Archivio classifiche Top Singoli. FIMI, abgerufen am 27. Februar 2023 (italienisch).

| Personendaten    | Personendaten               |
| ---------------- | --------------------------- |
| NAME             | Shade                       |
| ALTERNATIVNAMEN  | Ventura, Vito (Geburtsname) |
| KURZBESCHREIBUNG | italienischer Rapper        |
| GEBURTSDATUM     | 10. Dezember 1987           |
| GEBURTSORT       | Turin                       |